# 伊萨克·亚伯拉罕森
伊萨克·亚伯拉罕森（挪威語：Isak Abrahamsen，1891年4月28日—1972年4月22日），挪威男子竞技体操运动员。他曾代表挪威获得1912年夏季奥运会体操比赛男子团体自由式金牌。他于1972年在奥斯陆去世。